# Caborrecelle
Caborrecelle (llamada oficialmente San Xulián de Caborrecelle) es una parroquia española del municipio de Puertomarín, en la provincia de Lugo, Galicia.

## Organización territorial
La parroquia está formada por ocho entidades de población, constando cinco de ellas en el nomenclátor del Instituto Nacional de Estadística español:
- A Costa
- A Eirexe
- A Piúnca
- Cabanas (Cabanas do Monte)
- Donego (Dónego)
- Lamas de Mayores (Lamas Maiores)
- Lamas de Ríos
- San Xulián

## Demografía
| Gráfica de evolución demográfica de Caborrecelle entre 2000 y 2020 |
|                                                                    |
| Datos según el nomenclátor publicado por el INE.                   |